# Alexander Kislizyn
Alexander Kislizyn (kasachisch Александр Кислицын; * 3. August 1986 in Karaganda) ist ein kasachischer ehemaliger Fußballspieler.

## Karriere
Alexander Kislizyn spielte von 2006 bis 2010 bei seinem Heimatverein Schachtjor Qaraghandy, mit dem er 2009 und 2010 das Finale des kasachischen Pokals erreichte. 2011 wechselte der Verteidiger zum Ligarivalen Tobol Qostanai.

## Nationalmannschaft
Kislizyn wurde zum ersten Mal in der Kasachischen Fußballnationalmannschaft am 11. Oktober 2008 gegen England im Wembley-Stadion (1:5) eingesetzt. Er nahm teil an Qualifikationsspielen zur WM 2010, EM 2012 und WM 2014.